# روزنتال-بیلاتال
روزنتال-بیلاتال (به آلمانی: Rosenthal-Bielatal) یک شهر در آلمان است که در Verwaltungsgemeinschaft Königstein/Sächs. Schw. واقع شده‌است. روزنتال-بیلاتال ۱٬۷۱۴ نفر جمعیت دارد.